# Målrelaterade betyg
Målrelaterade betyg infördes i den svenska grundskolan, gymnasiet och komvux 1994–1996 för att ersätta den tidigare 5-gradiga relativa betyg-skalan. I samband med detta utfärdades först lokalt på varje skola, sedan centralt på Statens skolverks betygskriterier, vilka ska vara till grund för den betygsättning som sker i skolan. I betygskriterierna anges vad eleven ska ha uppnått för att få betygen Godkänd (G) och Väl Godkänd (VG). Från 2000 finns också centralt fastställda betygskriterier för betyget Mycket Väl Godkänd (MVG). De elever som på gymnasiekurser inte uppnått kraven för Godkänd och underlag för det finns ges betyget Icke Godkänd (IG).
Om elev vid gymnasieskolan har för hög frånvaro för att läraren ska ha en uppfattning om elevens kunskaper sätts inget betyg, inte ens betyget IG.På grundskolan existerar inte betyget IG de jure. Har eleven inte uppnått kraven för G skall betyg inte sättas.
I samband med införandet av 2011 års läroplan Lgr 11 infördes även en ny sexgradig betygsskala med betygen från A till och med E som godkända betyg, samt F som ett underkänt betyg.
Läraren sätter självständigt betygen, men om två eller fler lärare inte kan enas om ett betyg, till exempel vid ett blockbetyg sätter rektor på skolan betyget (Statens skolverk).
I det svenska systemet preciseras betygskriterier för betyg A, C och E. Resultat från kursens olika examinationstillfällen sammanvägs inte genom att summeras, utan för att uppnå A i slutbetyg krävs i allmänhet A på alla lärandemål utom ett. En elev som har fått A på alla lärandemål i en kurs utom två, där han eller hon har fått E, får därmed D i slutbetyg.
Den 19 februari 2025 publicerades Utredningen om likvärdiga betyg och meritvärden (SOU 2025:18), där det bland annat föreslås en tiogradig betygskala utan skarp godkäntgräns och ett nytt system för nationella prov.

## Betygsinflation
Målrelaterade betyg infördes bland annat för att de gamla relativa betygen kritiserades för betygsinflation, dvs att medelbetyget var konstant, men elevernas kunskaper inom vissa ämnen minskade år för år, resulterande i att betygen tappade värde. Gymnasieskolornas målrelaterade betyg har emellertid även de fått kritik för betygsinflation, i bemärkelsen att andelen som får de högre betygen ökar år för år utan att kunskapen (mätt vid centralprov) har förbättrats i motsvarande grad. Till exempel ökade andelen elever som gick ut gymnasiet med MVG i alla ämnen – 20,0 i slutbetyg – med 28 gånger mellan 1997 och 2007. Vid alltför specifika betygskriterier anpassar sig elever och lärare med tiden till spelets regler, och uppnår högre betyg utan att nödvändigtvis ha utvecklat större allmänna färdigheter än tidigare generationer.  
I utredningen om likvärdiga betyg och meritvärden (SOU 2025:18) föreslås en ny meritvärdeskalibreringsmodell där både lärarsatta betyg och elevers resultat på nationella slutprov ska utgöra underlag för att uppnå likvärdiga meritvärden.